# Station Appledore (Kent)
Appledore is een station van National Rail in Appledore (Kent), Ashford in Engeland. Het station is eigendom van Network Rail en wordt beheerd door Southern. Het station is geopend in 1851. 

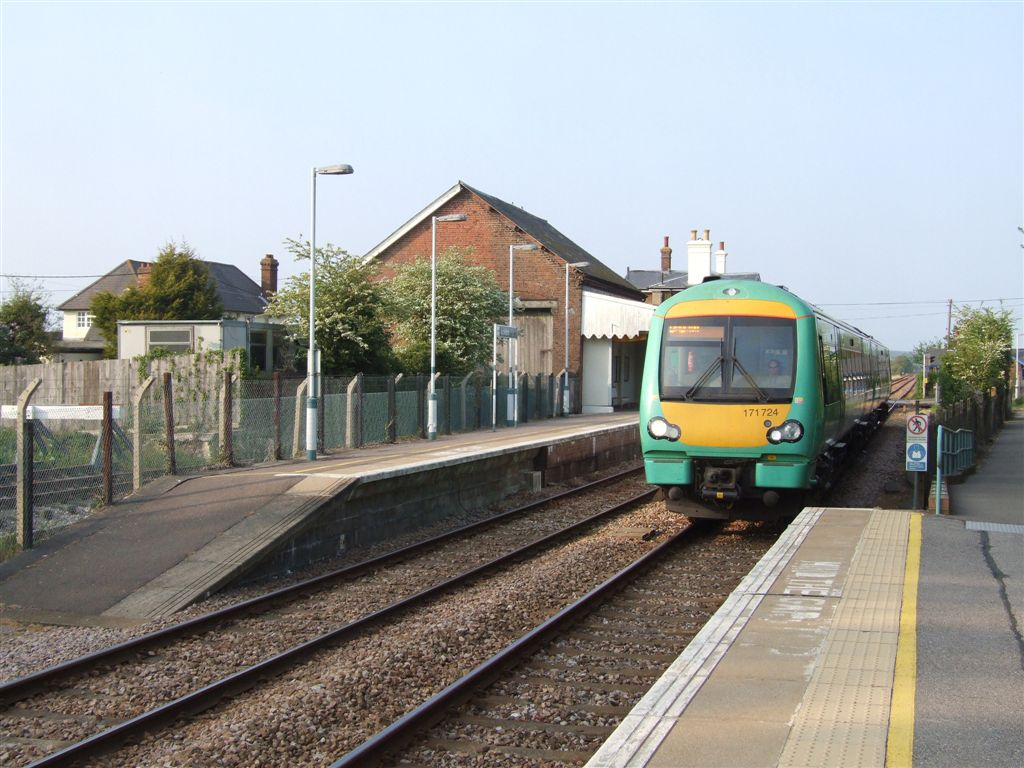
Perrons in bajonetligging